# حركة دون سيارة

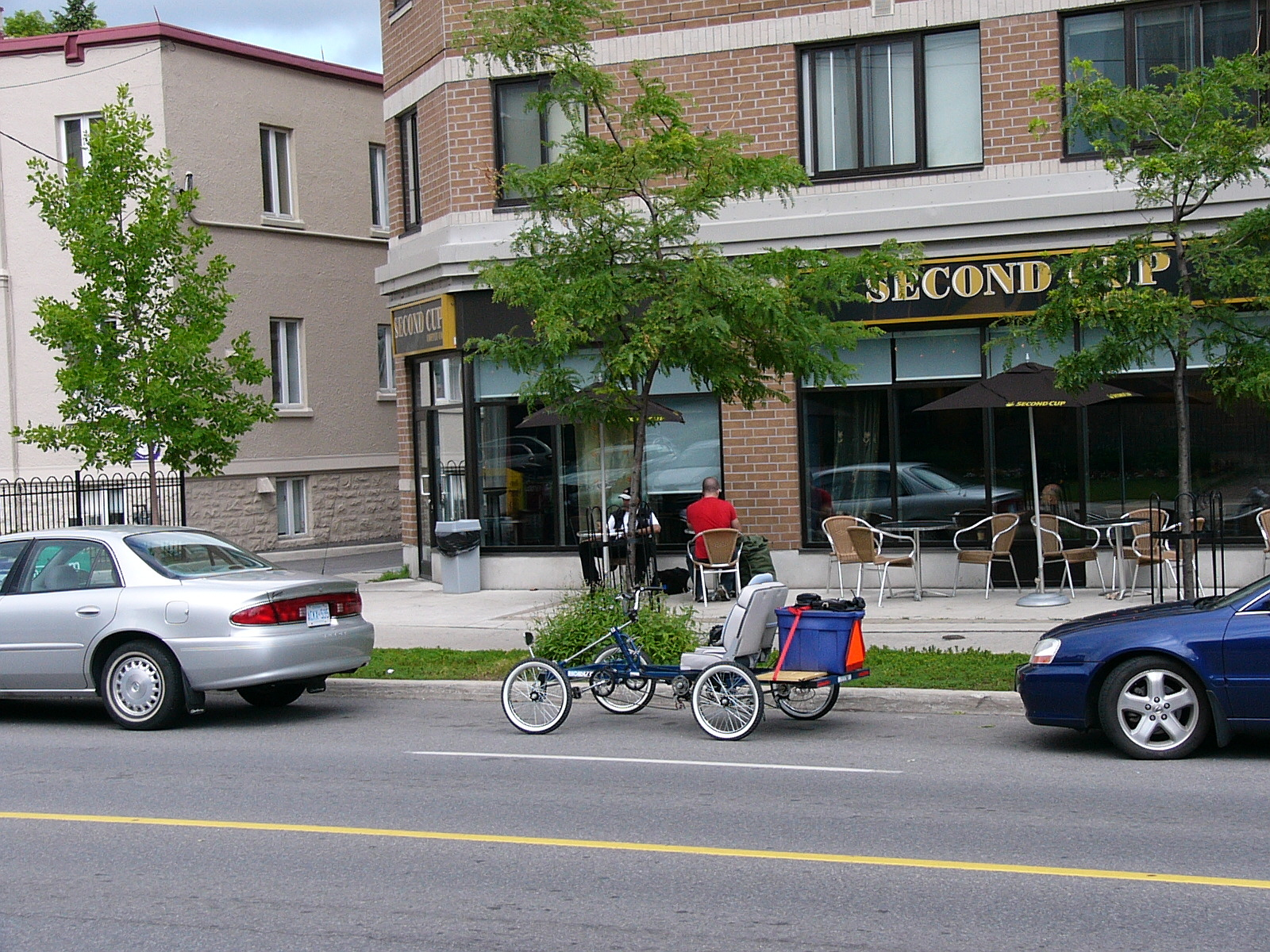

حركة دون سيارة، هي شبكة واسعة وغير رسمية أنشأها الأفراد والمنظمات، بما في ذلك النشطاء الاجتماعيين، ومخططي المدن، ومهندسو النقل وغيرهم ممن يجمعهم الاعتقاد المشترك بأن المركبات الآلية الكبيرة و / أو عالية السرعة (السيارات والشاحنات، ووحدات الجر، والدراجات النارية، وغيرها) قد هيمنت بشكل كبير في معظم المدن الحديثة. يُعد إنشاء أماكن يُقلل فيها استخدام المركبات الآلية أو يُتخلص منها بشكل كبير هو الهدف من الحركة، وذلك من خلال تحويل الطرق وأماكن وقوف السيارات إلى استخدامات عامة أخرى، وإعادة بناء البيئات الحضرية المدمجة بطريقة يسهل الوصول فيها إلى معظم الوجهات بوسائل أخرى، بما في ذلك المشي وركوب الدراجات، والنقل العام، والنقل الشخصي، والتنقل المُقدم بمثابة خدمة حركة (إم إيه إيه إس).

## المنطلق
كانت المدن والبلدات صغيرة الحجم بشكل عام قبل القرن العشرين، إذ احتوت على شوارع ضيقة مكتظة بالنشاط البشري. شُيدت العديد من هذه المستوطنات في أوائل القرن العشرين لاستيعاب السيارات من خلال بناء طرق أوسع، وتأمين المزيد من مواقف السيارات، وخفض الكثافة السكانية، مع تأمين مساحة بين المباني الحضرية تُخصص لركن السيارات. يعني انخفاض الكثافة السكانية الزحف العمراني مع وجود مسافات أطول بين الأماكن. أدى انخفاض تكلفة وسائط النقل إلى ازدحام حركة المرور، ما جعل النقل القديم غير مرغوب أو غير عملي، وخلق الظروف لمزيد من حركة المرور والامتداد العمراني؛ كان نظام التنقل باستخدام السيارة «قادرًا بشكل متزايد على ]التغلب[ على أنظمة التنقل المنافسة، مثل السير على الأقدام والدراجات والحافلات والقطارات». أدت هذه العملية إلى تغييرات في الشكل الحضري وأنماط المعيشة التي لم توفر سوى فرصة ضئيلة للأشخاص الذين لا يمتلكون سيارات.
استجابت بعض الحكومات بسياسات وقوانين تهدف إلى عكس الاعتماد على السيارات من خلال زيادة الكثافة الحضرية، وتشجيع تطوير الاستخدام المختلط وتوفير مساحة بناء شاغرة، وتقليل المساحة المخصصة للسيارات الخاصة، وإتاحة السير على الأقدام بشكل أكبر، ودعم ركوب الدراجات والمركبات البديلة الأخرى المشابهة في الحجم والسرعة، وتأمين النقل العام. يتطور التخطيط الحضري على الصعيد العالمي في محاولة لزيادة حصة وسائل النقل العام والنقل غير الميكانيكي والابتعاد عن التنمية الموجهة نحو النقل الخاص. طورت مدن مثل هونغ كونغ نظام نقل عام متكامل للغاية قلل بشكل فعال من استخدام وسائل النقل الخاصة. تظهر قضية مشاركة السيارات المناقضة للسفر بالسيارات الخاصة عنصرًا متزايد الأهمية للنقل الحضري، حيث يمكن للأشخاص بسهولة استئجار سيارة لبضع ساعات بدلاً من امتلاك واحدة،.

## التخطيط الحضري

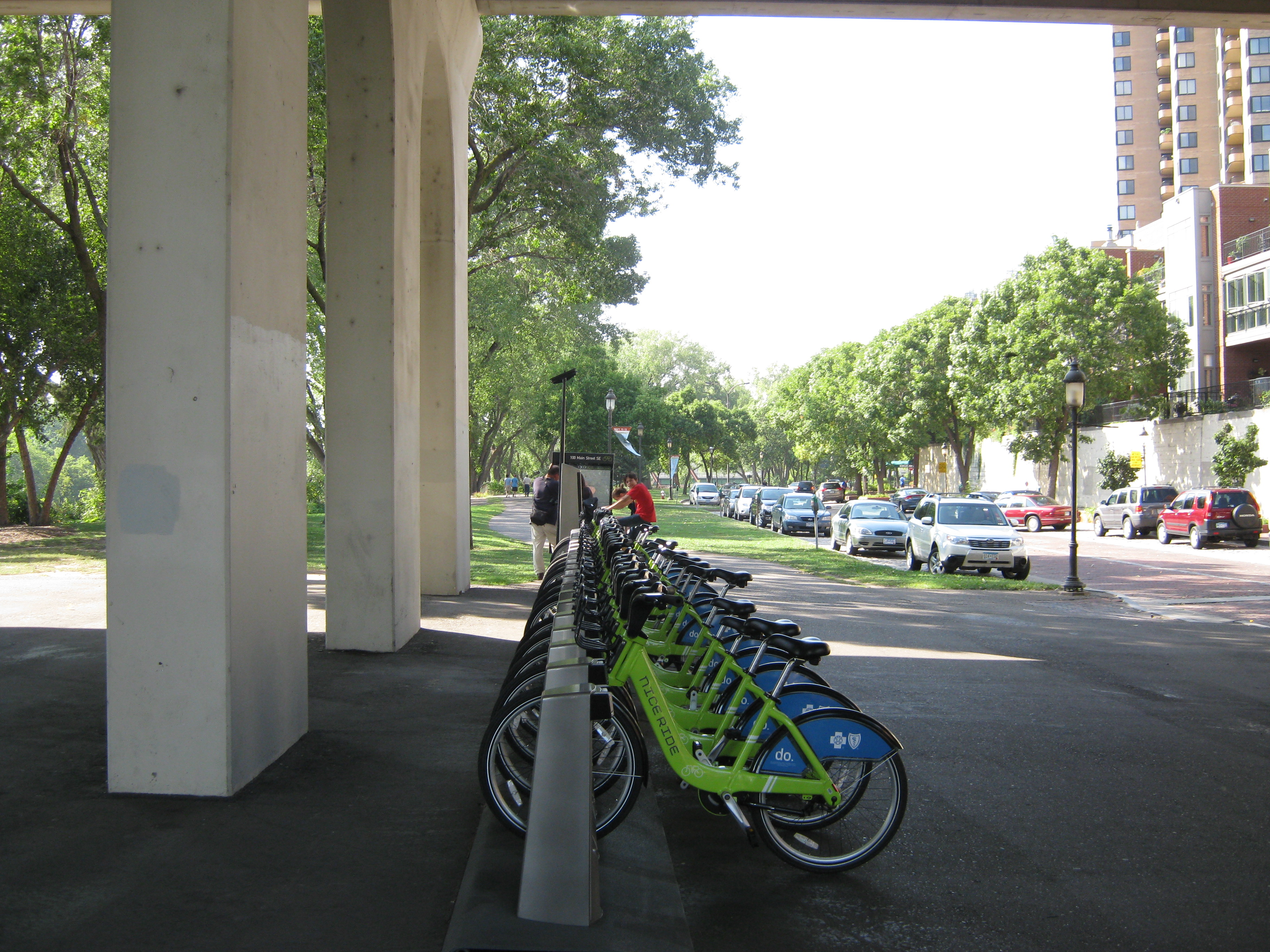
كشك "نايس رايد مينيسوتا"، شارع سانت أنثوني في مينيابوليس، مينيسوتا

يركز مؤيدو حركة بلا سيارة على استخدام خيارات النقل المُستدام والعام (الحافلات والترام وما إلى ذلك)، وعلى التخطيط الحضري، وتقسيم المناطق، وسياسات اختيار مناطق المدارس، والزراعة الحضرية، وخيارات العمل عن بعد، وبناء المجمعات السكنية التي تؤمن القرب أو الوصول بحيث يصبح الطلب على النقل لمسافات طويلة من أقل متطلبات الحياة اليومية.
الحضرية الجديدة، وهي حركة تصميم حضري أمريكية نشأت في أوائل ثمانينيات القرن العشرين. كان هدفها إصلاح جميع جوانب التطور العقاري والتخطيط الحضري، وذلك من إعادة الإعمار في المناطق الحضرية وحتى توفير مساحة بناء شاغرة في ضواحي المدن. صُممت الأحياء الحضرية الجديدة لتحتوي على مجموعة متنوعة من المساكن والوظائف، وتسمح بالتنقل سيرًا ضمنها. بل وتقوم مدن أخرى أكثر ميلًا لاستخدام السيارات بإجراء تغييرات تدريجية لتوفير بدائل النقل من خلال إجراء تحسينات الطرق الكاملة.
ساحات العالم للجميع، هو مخطط لخفض كثافة الحركة المرورية في الساحات الرئيسية في لندن، بما في ذلك ميدان ترفلغار وساحة البرلمان.
المناطق الخالية من السيارات، هي مناطق موجودة في مدينة أو بلدة يحظر فيها استخدام السيارات أو يقيّدها بشدة.
لجعل المناطق / المدن خالية من السيارات، غالبًا ما تُستخدم حواجز المرور (المنقولة و / أو الثابتة) وحواجز أخرى تحول دون وصول السيارات.
تعطي الشوارع المُخصصة للأحياء والطرق الكاملة الأولوية لاحتياجات مستخدمي الشارع على احتياجات سائقي السيارات. إذ أنها صُممت لتُتشارك بين المشاة والأطفال وراكبي الدراجات والسيارات ذات السرعة المنخفضة.
تتيح مراكز التوزيع سهولة إعادة تخزين المحال التجارية ومتاجر السلع والمطاعم وغيرها في مراكز المدينة. يعتمد هؤلاء على وحدات الجر لتفريغ حمولتهم في مركز توزيع الضواحي. تُوضع المنتجات بعد ذلك في شاحنة صغيرة (أحيانًا تعمل على الكهرباء)، أو دراجة شحن، أو مركبة أخرى تصل إلى آخر منطقة من الوجهة المقصودة في وسط المدينة. بالإضافة إلى تقديم مزايا للسكان (زيادة السلامة بسبب انخفاض عدد النقاط العمياء لسائقي الشاحنات، وانخفاض الضوضاء / حركة المرور، وتقليل انبعاثات العادم، وغيرها)، توفر هذه المراكز أيضًا ميزة مالية للشركات، إذ تتطلب وحدات الجر الكثير من الوقت حتى تصل إلى آخر منطقة من الوجهة المقصودة (يفتقرون إلى الرشاقة ويستهلكون الكثير من الوقود في الشوارع المزدحمة).
لم تقلل مع ذلك الطريقة المذكورة أعلاه من استخدام السيارات داخل مراكز المدن غير الخالية من السيارات (غالبًا ما يستخدم المستهلكين السيارات لجلب منتجات البقالة أو الأجهزة من متاجر المدينة، نظرًا لامتلاكهم الكثير من مساحة التخزين). يجري حل هذه المشكلة عن طريق أنظمة طلب الطعام عبر الإنترنت، التي تسمح للمستهلكين بالطلب عبر الإنترنت، ومن ثم توصيلها إلى عتبة منزلهم عن طريق السوبر ماركت أو المتجر نفسه، من خلال راكبي الدراجات (باستخدام دراجات الشحن)، وروبوتات التوصيل الكهربائي وعربات التسليم. تسمح عربات النقل بأخذ المزيد من البضائع وتسليمها إلى العديد من المستهلكين في نفس الرحلة. يمكن أن توفر أنظمة طلب الطعام هذه انتقالًا سلسًا لتلك المدن التي ترغب في أن تصبح خالية من السيارات، لأنها يمكن أن تقلل من استخدام السيارات الشخصية والطلب عليها في المدن.
يمكن إضافة مواقف سيارات إضافية في ضواحي المدن، وبين مخارج الطرق الدائرية، والمناطق الخالية من السيارات في وسط المدينة نفسها، وخاصةً مواقف السيارات المبنية تحت الأرض (لتجنب شغلها مساحة على السطح). على الرغم من ذلك، يجب اختيار أماكن مواقف السيارات هذه بعناية، ما يضمن أنها تُبنى بعيدًا بما يكفي عن مراكز المدينة (وأقرب إلى مخارج الطرق الدائرية) لتجنب اجتذاب المزيد من السيارات إلى وسط المدينة. من المتوقع أن تتوقف محطات الاصطفاف والركوب (أي الحافلات) في بعض الحالات بالقرب من ساحات انتظار السيارات هذه، أو توجد أنظمة تقاسم ركوب الدراجات.
توفر برامج الدراجات المجتمعية دراجات داخل البيئة الحضرية للاستخدام على المدى القصير. كان أول مخطط ناجح في ستينيات القرن العشرين في أمستردام، والذي يمكن العثور عليه الآن في العديد من المدن الأخرى، إذ قُدمت 20000 دراجة إلى باريس في عام 2007 وفق مخطط فيليب. ظهرت أنظمة مشاركة الدراجة دوكليس مؤخرًا في الولايات المتحدة، والتي وفرت المزيد من الراحة للأشخاص الذين يرغبون في استئجار دراجة لفترة زمنية قصيرة.